# Aborto en Trinidad y Tobago
Actualmente el aborto en Trinidad y Tobago es ilegal salvo en casos de amenaza a la vida o salud de la mujer. La pena para una mujer que tiene un aborto es de hasta cuatro años de prisión y la pena por un médico u otra persona que realiza el procedimiento es la misma. Una persona que ayuda en el proceso de encontrar alguien para realizar el aborto o en otros etapas preliminares puede ser condenado a prisión para dos años.
En Trinidad y Tobago, muchas personas tienen una percepción que la mayoría de gente no están de acuerdo con los derechos de aborto, pero según un estudio de 2007 este quizás no es el caso. El estudio indicó que aproximadamente la mitad de la población de Trinidad y Tobago estuvo a favor de acceso legal aumentado al aborto.